# Francisco Sosa (bispo)
Francisco Sosa (falecido no dia 1 de julho de 1520) foi um prelado católico que serviu como segundo bispo de Almería (1515–1520).

## Biografia
No dia de junho de 1515, foi escolhido pelo Rei da Espanha e confirmado pelo Papa Leão X como Bispo de Almería. Serviu como Bispo de Almería até à sua morte no dia 1 de julho de 1520.